# Wilfried Kanon
Serge Wilfried Kanon (Abiyán, Costa de Marfil, 6 de julio de 1993) es un futbolista marfileño que juega de defensa en el HIFK Helsinki de la Veikkausliiga.

## Selección nacional
Ha sido internacional con la selección de Costa de Marfil en 52 ocasiones anotando 3 goles.

## Estadísticas

### Clubes
| Gloria Bistrița · Rumania | 1.ª           | 2012-13       | 25  | 0 | 0 | 0 | ― | ― | 25  | 0 | 0    |
| Gloria Bistrița · Rumania | Total club    | Total club    | 25  | 0 | 0 | 0 | 0 | 0 | 25  | 0 | 0    |
| Corona Brașov · Rumania | 1.ª           | 2013-14       | 5   | 0 | 0 | 0 | ― | ― | 5   | 0 | 0    |
| Corona Brașov · Rumania | Total club    | Total club    | 5   | 0 | 0 | 0 | 0 | 0 | 5   | 0 | 0    |
| ADO Den Haag · Países Bajos | 1.ª           | 2013-14       | 9   | 0 | ― | ― | ― | ― | 9   | 0 | 0    |
| ADO Den Haag · Países Bajos | 1.ª           | 2014-15       | 15  | 0 | 1 | 0 | ― | ― | 16  | 0 | 0    |
| ADO Den Haag · Países Bajos | 1.ª           | 2015-16       | 14  | 0 | 0 | 0 | ― | ― | 14  | 0 | 0    |
| ADO Den Haag · Países Bajos | 1.ª           | 2016-17       | 28  | 1 | 2 | 0 | ― | ― | 30  | 1 | 0.03 |
| ADO Den Haag · Países Bajos | 1.ª           | 2017-18       | 25  | 1 | 1 | 0 | ― | ― | 26  | 1 | 0.04 |
| ADO Den Haag · Países Bajos | 1.ª           | 2018-19       | 30  | 1 | 1 | 0 | ― | ― | 31  | 1 | 0.03 |
| ADO Den Haag · Países Bajos | 1.ª           | 2019-20       | 4   | 0 | ― | ― | ― | ― | 4   | 0 | 0    |
| ADO Den Haag · Países Bajos | Total club    | Total club    | 125 | 3 | 5 | 0 | 0 | 0 | 130 | 3 | 0.02 |
| Pyramids F. C. · Egipto | 1.ª           | 2019-20       | 16  | 0 | ― | ― | 4 | 1 | 20  | 1 | 0.05 |
| Pyramids F. C. · Egipto | Total club    | Total club    | 16  | 0 | 0 | 0 | 4 | 1 | 20  | 1 | 0.05 |
| Al-Gharafa S. C. Catar | 1.ª           | 2020-21       | 7   | 1 | 4 | 1 | ― | ― | 11  | 2 | 0.22 |
| Al-Gharafa S. C. Catar | Total club    | Total club    | 7   | 1 | 4 | 1 | 0 | 0 | 11  | 2 | 0.22 |
| Total carrera | Total carrera | Total carrera | 178 | 4 | 9 | 1 | 4 | 1 | 191 | 6 | 0.03 |
| (1) Incluye datos de Copa de los Países Bajos, Copa de las Estrellas de Catar, Copa Príncipe de la Corona de Catar, Copa del Emir de Catar y Copa QFA. (2) Incluye datos de Copa Confederación de la CAF. |               |               |     |   |   |   |   |   |     |   |      |

## Palmarés

### Títulos internacionales
| Título                    | Club (*)        | País              | Año  |
| ------------------------- | --------------- | ----------------- | ---- |
| Copa Africana de Naciones | Costa de Marfil | Guinea Ecuatorial | 2015 |

(*) Incluyendo la selección.